# 15076 Джоелльюїс
15076 Джоелльюїс (15076 Joellewis) — астероїд головного поясу, відкритий 18 січня 1999 року.
Тіссеранів параметр щодо Юпітера — 3,455.